# آژانس توسعه جامعه اطلاعاتی
آژانس توسعه جامعه اطلاعاتی (به اسپانیایی: Agencia para el Desarrollo de la Sociedad de la Información) (به اختصار ADSIB) یک آژانس دولتی بولیوی می‌باشد که با ترویج سیاست‌های فناوری اطلاعات و ارتباطات در محدوده‌هایی چون سلامت الکترونیک, آموزش الکترونیک, تجارت الکترونیک و دولت الکترونیک فعالیت می‌کند.
همچنین این آژانس مدیر دامنه سطح‌بالای کد کشوری ‎.bo نیز می‌باشد. 

## منبع
مشارکت‌کنندگان ویکی‌پدیا. «Agency for the Development of the Information Society». در دانشنامهٔ ویکی‌پدیای انگلیسی، بازبینی‌شده در ۱۴ بهمن ۱۳۸۹.
- Agencia para el Desarrollo de la Información en Bolivia

1. ↑  .bo - Wikipedia, the free encyclopedia